# Merrimack (New Hampshire)
Merrimack – miasto w Stanach Zjednoczonych, w stanie New Hampshire, w hrabstwie Hillsborough.